# Георгієв Дмитро В'ячеславович
Гео́ргієв Дмитро́ В'ячесла́вович (17 серпня 1977, Миколаїв, СРСР — 25 липня 2014, Луганськ, Україна) — український військовик, Майор, заступник начальника штабу 15 окремого гірсько-піхотного батальйону 128-ї окремої гірсько-піхотної бригади Сухопутних військ ЗС України. Загинув під час проведення антитерористичної операції на території Донецької та Луганської областей при обороні луганського аеропорту.

## Життєпис
Дмитро Георгієв народився у Миколаєві. З 1979 року проживав разом з мамою в селі Ягубець, а з 1987 року в місті Христинівка. З 1994 році закінчив 11 класів Христинівської ЗОШ № 2. В 1994—1996 проходив строкову службу, після чого продовжив її за контрактом.
Георгієв закінчив Одеський інститут сухопутних військ за спеціальністю «Бойове застосування». Отримав призначення до Ужгорода. За відносно короткий період Георгієву вдалося дослужився до посади заступника начальника штабу військової частини та здобути авторитет серед солдатів.
Брав участь у війні на сході України 2014 року. Героїчно загинув під час оборони аеропорту Луганська в ніч з 25 на 26 липня.
Похований в Ужгороді на Пагорбі слави, що на Кальварії.
На початку грудня 2015 року в Христинівці відкрито меморіальну дошку пам'яті Дмитра Георгієва та Володимира Олійника.

## Родина
Дружина — Марина, двоє синів Дмитро 2001 та Ілля 2007 р.н.

## Нагороди та вшанування
- указом Президента України № 817/2014 від 21 жовтня 2014 року «за особисту мужність і героїзм, виявлені у захисті державного суверенітету та територіальної цілісності України, вірність військовій присязі», нагороджений орденом Богдана Хмельницького III ступеня (посмертно)
- нагрудний знак «За оборону Луганського аеропорту» (посмертно)
- відзнака Президента України «За участь в антитерористичній операції» (посмертно)
- В грудні 2015 року у Христинівці відкрито пам'ятну дошку Дмитру Георгієву та Володимиру Олійнику.
- У м. Христинівка де мешкав Дмитро — провулок Кірова перейменовано в провулок Дмитра Георгієва.
- Почесний громадянин міста Ужгорода (посмертно; рішення Ужгородської міської ради 19.09.2014 року)[3]